# Ivindomyrus
Genre
Ivindomyrus est un genre de poissons de la famille des Mormyridés. Ce genre se rencontre en Afrique.

## Liste des espèces
Selon FishBase (28 mai 2015):
- Ivindomyrus marchei (Sauvage, 1879)
- Ivindomyrus opdenboschi Taverne & Géry, 1975